# Ceresium compressipenne
Ceresium compressipenne är en skalbaggsart som först beskrevs av Fisher 1932.  Ceresium compressipenne ingår i släktet Ceresium och familjen långhorningar.
Artens utbredningsområde är Haiti. Inga underarter finns listade i Catalogue of Life.